# Queenborough-in-Sheppey
Queenborough-in-Sheppey var en civil parish från 1968 till 1974, i grevskapet Kent, i England. Denna civil parish var belägen 27 km från Maidstone. Queenborough-in-Sheppey var ett distrikt från 1968 till 1974 då den blev en del av Swale. Distrikt har 31 590 invånare år 1971.